# 722년

## 연호
- 당(唐) 개원(開元) 10년
- 발해(渤海) 인안(仁安) 4년
- 일본(日本) 요로(養老) 6년

## 기년
- 당(唐) 현종(玄宗) 11년
- 신라(新羅) 성덕왕(聖德王) 즉위 21년
- 발해(渤海) 무왕(武王) 4년

## 사건
- 발해 군사 미모사 세상을 떠남.